# خويفيرة غلوكية
خويفيرة غلوكية (الاسم العلمي: Koeleria glauca) هي نوع من النباتات تتبع جنس الخويفيرة من الفصيلة النجيلية. تم وصف هذا النوع من النبات علمياً لأول مرة من قبل كارل فريدريش أوغست هيرمان وولف سنة 1909. سمي هذا النوع نسبة إلى اللون الغلوكي.